# Schwedlers satser

Ett tvärtsnitt där Schwedlers sats är tillämpbar

Schwedlers satser, ger förhållandet mellan böjmomentet, tvärkraften och lasten i en balk. Satsen är uppkallad efter den tyske civilingenjören Johann Wilhelm Schwedler, som publicerade den 1851.
En enkel formulering av Schwedlers satser är i en balk i statisk jämvikt med lastfunktion {\displaystyle q(x)}, tvärkraft {\displaystyle Q(x)} och snittböjmoment {\displaystyle M(x)} så gäller {\displaystyle {\frac {dM(x)}{dx}}=Q(x)\;\;\;,\;\;\;{\frac {dQ(x)}{dx}}=-q(x)}